# Хлебный (Волгоградская область)
Хлебный — упразднённый хутор в Иловлинском районе Волгоградской области России. Ликвидирован в 1978 году.

## География
Урочище находится в центральной части Волгоградской области, в степной зоне, на правом берегу Дона, на расстоянии примерно 16 километров (по прямой) к югу от посёлка городского типа Иловля, административного центра района. Абсолютная высота — 66 метров над уровнем моря.

## История
Согласно Алфавитному списку населённых мест Области Войска Донского 1915 года на хуторе Хлебный, входившем в состав юрта станицы Качалинской Второго Донского округа имелось 95 дворов и проживало 573 человека (294 мужчины и 279 женщин).
В 1928 году населённый пункт был включён в состав Иловлинского района Сталинградского округа Нижне-Волжского края (с 1934 года — Сталинградского края, с 1936 года — Сталинградской области). Хутор являлся центром Хлебенского сельсовета. В 1935 году передан в состав новообразованного Сиротинского района. В 1951 году Сиротинский район был упразднён, а хутор вновь вернулся в состав Иловлинского района. С 1957 года Хлебенский сельсовет вошёл в состав Трехостровского сельсовета.
Согласно решению исполкома Волгоградского областного Совета депутатов трудящихся № 10/ 382 от 17 мая 1978 года «О некоторых изменениях в административно — территориальном делении области», Хлебный был ликвидирован, а его жители переселены в станицу Трехостровскую.